# 단청 (프로게이머)
단청(본명: 양현종, 1996년 12월 25일 ~ )은 대한민국의 리그 오브 레전드 프로게이머로 아이디는 DanChung이다. 포지션은 미드라이너이다.

## 선수 생활
2017년 7월, 게임 탈렌트에 입단하면서 프로 커리어를 시작했다.
2018시즌을 앞두고 리버스 게이밍에 입단했다. 스프링 시즌 팀의 주전 미드라이너로 활동했다. 하지만 팀은 챌린저스 승강전으로 내려갔다. 승강전에서는 팀의 잔류에 기여했다. 서머 시즌에서도 팀의 주전으로 활동했다.
2019시즌을 앞두고 스네이크 e스포츠에 입단했다.
2019년 6월, 팀 다이나믹스에 입단했다. 서머 시즌에서는 팀의 주전으로 활동하면서 팀의 챌린저스 우승에 기여했다. 하지만 LCK 승격에는 실패했다.
2020시즌을 앞두고 서라벌 게이밍에 입단했다. 스프링 시즌 팀의 주전 미드라이너로 활동하면서 팀의 챌린저스 우승에 기여했다. 하지만 이번에도 LCK 승격에는 실패했다. 승강전 종료 이후 팀에서 퇴단했다.

## 소속팀
| # | 팀명             | 소속 기간       | 소속 리그 | 비고 |
| - | ---------------- | --------------- | --------- | ---- |
| 1 | 게임 탈렌트      | 2017.07~2018.01 | LSPL      |      |
| 2 | 리버스 게이밍    | 2018.01~2018.12 | CK        |      |
| 3 | 스네이크 e스포츠 | 2018.12~2019.04 | LPL       |      |
| 4 | 팀 다이나믹스    | 2019.06~2019.11 | CK        |      |
| 5 | 서라벌 게이밍    | 2019.12~2020.04 | CK        |      |

## 수상 내역
- 리그 오브 레전드 챌린저스 코리아 서머 2019 우승
- 리그 오브 레전드 챌린저스 코리아 스프링 2020 우승